# Mastixis mallophora
Mastixis mallophora là một loài bướm đêm trong họ Noctuidae.